# Suikerrietkever
De suikerrietkever (Dermolepida albohirtum) is een kever uit de familie bladsprietkevers (Scarabaeidae). De wetenschappelijke naam van de soort werd in 1875 gepubliceerd door Charles Owen Waterhouse. De kever komt oorspronkelijk uit Australië.
Een volwassen exemplaar heeft een zwart tot bruin lichaam en poten; de bovenzijde van de kop en het borststuk hebben een fijne, grijswitte beharing. De dekschilden dragen een dichte bedekking van geelwitte schubben. De larven zijn wormachtig en wit.
De suikerrietkever wordt vaak op suikerriet aangetroffen en kan deze plant een behoorlijke schade toebrengen. Bij verstoring scheidt de kever een stof af die naar rottend vlees ruikt. Terwijl de volwassen kevers de bladeren aanvreten wordt de meeste schade veroorzaakt door de larven die onder de grond de wortels aanvreten. In Australië (Gordonvale, Queensland) was de kever daarom samen met andere plaagsoorten de reden dat de reuzenpad werd geïntroduceerd. Het was de bedoeling dat deze pad het suikerriet zou beschermen tegen vraat maar in plaats daarvan werd de pad zelf een plaag.